# Rosvik
Rosvik is een stadje (tätort) binnen de Zweedse gemeente Piteå. Het is gelegen aan de monding van de rivier Rosån, die zuidoostwaarts langs het plaatsje stroomt. Het achtervoegsel vik wijst erop dat het ooit aan een baai lag, die baai is al lang opgedroogd door de postglaciale opheffing in deze regio. Een restant is terug te vinden in het meer Viken, dat ten oosten van het stadje ligt.
Rosvik heeft een jachthaven en vanuit Rosvik kunnen bootreizen ondernomen worden naar de Pite-archipel en met name het eiland Trundö. Wellicht krijgt Rosvik een station aan de Norrbotniabanan, een treintraject langs de kust tussen Umeå en Luleå.
Norra Rosvik is een woonwijk aan de noordzijde van de rivier; Rosvik ligt aan de zuidzijde.
Viken is de algemene naam voor baai. De naamloze baai is in dit geval een meer geworden, waardoor de Rosån stroomt. Het meer heeft een oppervlakte van ongeveer 0,54 km².
Bestuurscentrum: Piteå
Tätort: Bergsviken · Blåsmark · Böle · Hemmingsmark · Hortlax · Jävre · Lillpite · Norrfjärden · Roknäs · Rosvik · Sikfors · Sjulsmark · Svensbyn. 
Småort: Arnemark · Bertnäs · Bertnäs · Edet  · Grundvik · Holmträsk · Koler · Kopparnäs · Långträsk · Maran en Skatan · Näsudden en Berget · Nybyn · Ön · Pålberget · Pite havsbad · Storsund · Svedjan en Träsket · Liden · (Yttrefjärd östra strandbad)
Overig: Borgfors · Flötuträsk · Granträskmark · Gråträsk · Högsböle · Högsböleskiftet · (Infjärden) · Jävrebodarna · Klubbfors · Kvarnbäcken · Långnäs · Munksund · Pitsund · Sjulnäs